# Gian Mario Fragomeli
Gian Mario Fragomeli (Besana in Brianza, 2 agosto 1973) è un politico italiano del Partito Democratico.

## Biografia
Nato a Besana in Brianza (Monza Brianza), vive a Costa Masnaga (Lecco).
Laureato in Scienze Politiche all'Università Statale di Milano in indirizzo giuridico-amministrativo, è funzionario presso la Città metropolitana di Milano-Direzione Centrale Presidenza nel Servizio Partecipazioni e Rapporti con le Istituzioni in qualità di Specialista di amministrazione.

### Attività politica
Dal 1995 al 1999 ha ricoperto la carica di Assessore a Cultura, Sport e Tempo libero del Comune di Cassago Brianza.
Nel 2004 è stato eletto per la prima volta Sindaco di Cassago Brianza, riconfermato nel 2009 con quasi il 70% dei consensi.
Alle elezioni politiche del 2013 è eletto deputato con il Partito Democratico, nella circoscrizione Lombardia 2.
Nel 2018 è rieletto deputato, questa volta nella circoscrizione Lombardia 1.
Nel 2023 è eletto Consigliere regionale per Regione Lombardia nella lista del PD con 4.442 preferenze.